# (90937) Josefdufek
(90937) Josefdufek est un astéroïde de la ceinture principale.

## Description
(90937) Josefdufek est un astéroïde de la ceinture principale. Il fut découvert le 11 octobre 1997 à l'Observatoire d'Ondřejov par Lenka Šarounová. Il présente une orbite caractérisée par un demi-grand axe de 2,40 UA, une excentricité de 0,18 et une inclinaison de 0,2° par rapport à l'écliptique.

## Compléments